# Het Pand

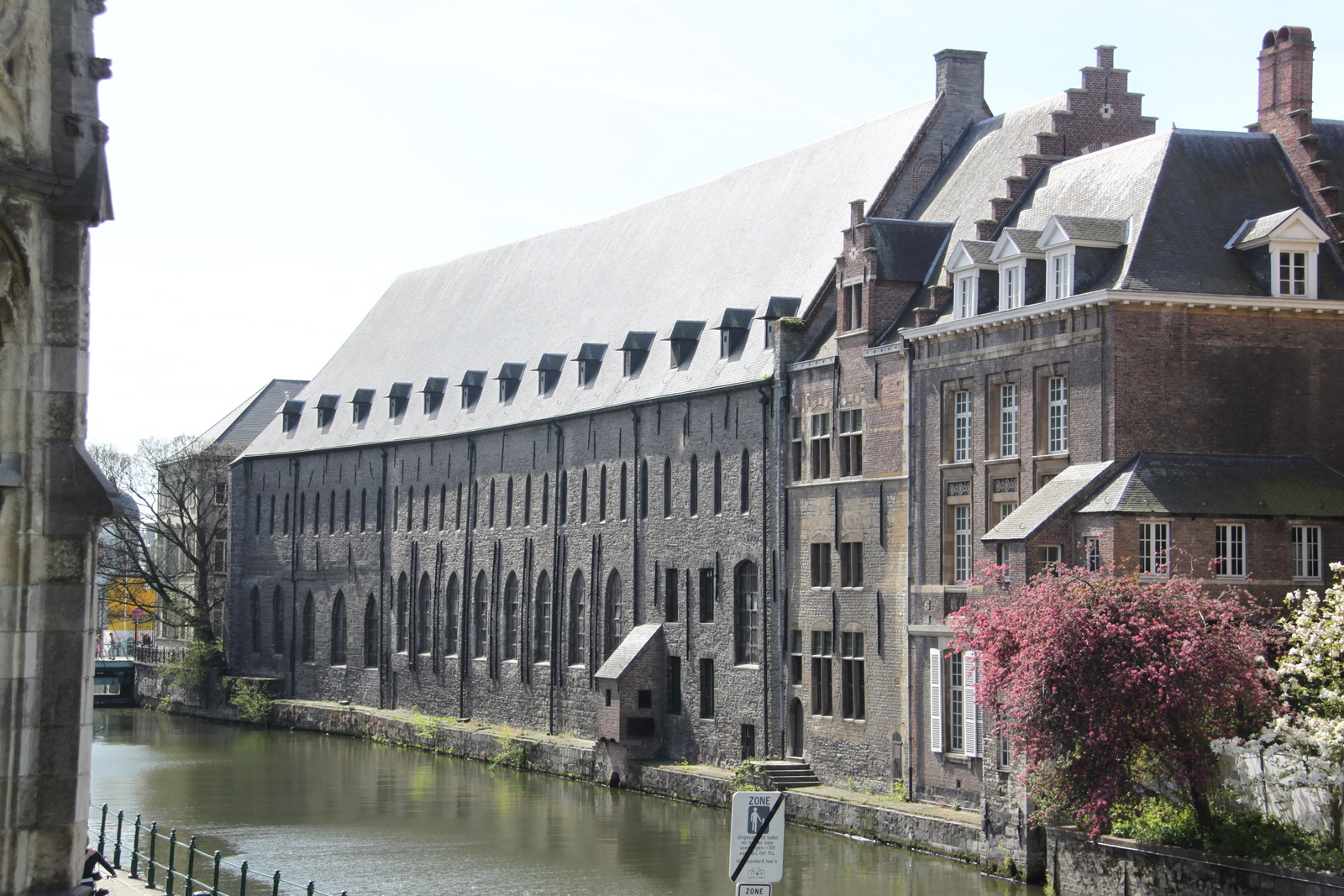
Het pand anno 2011

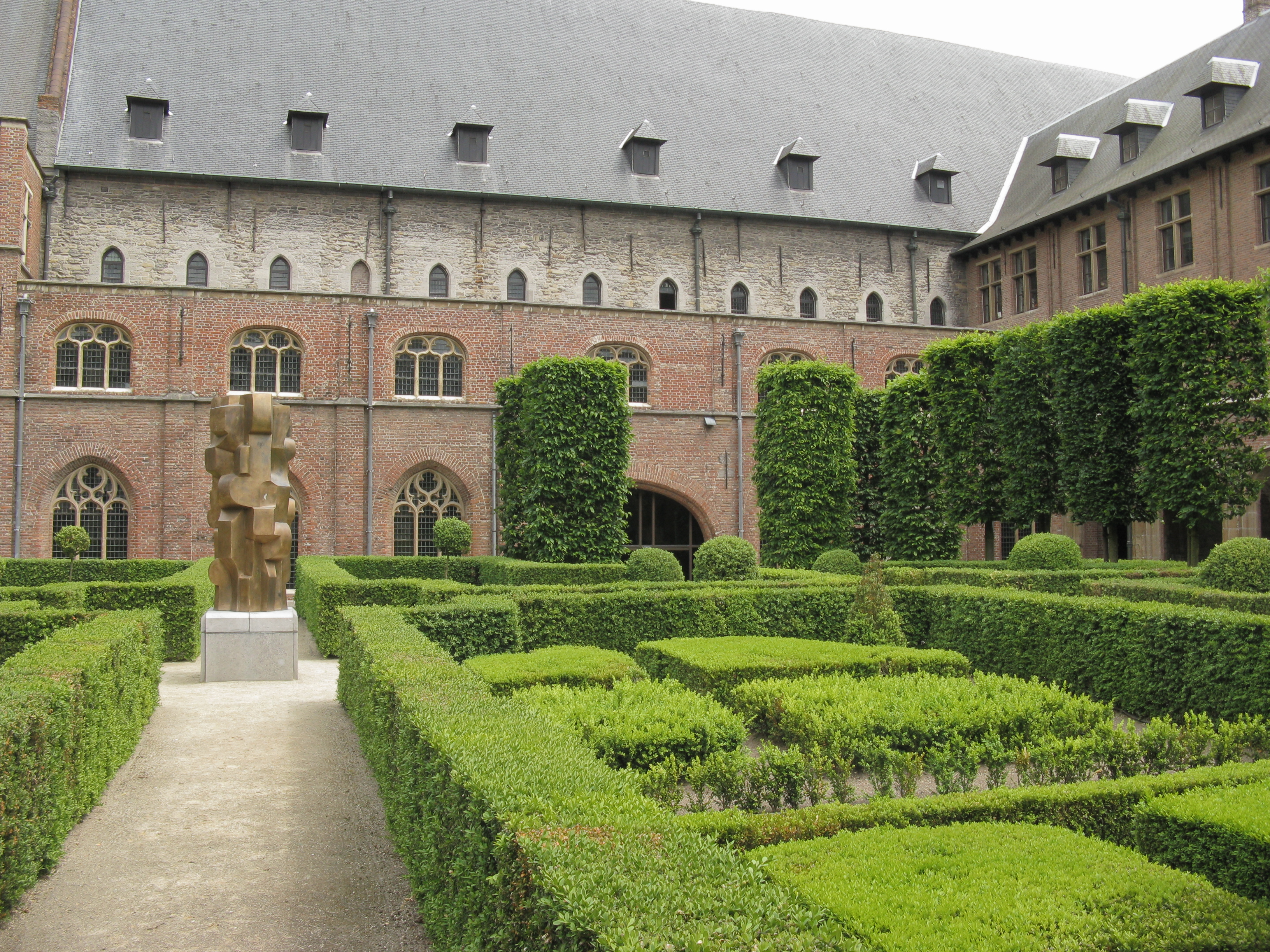
Voortuin van Het Pand

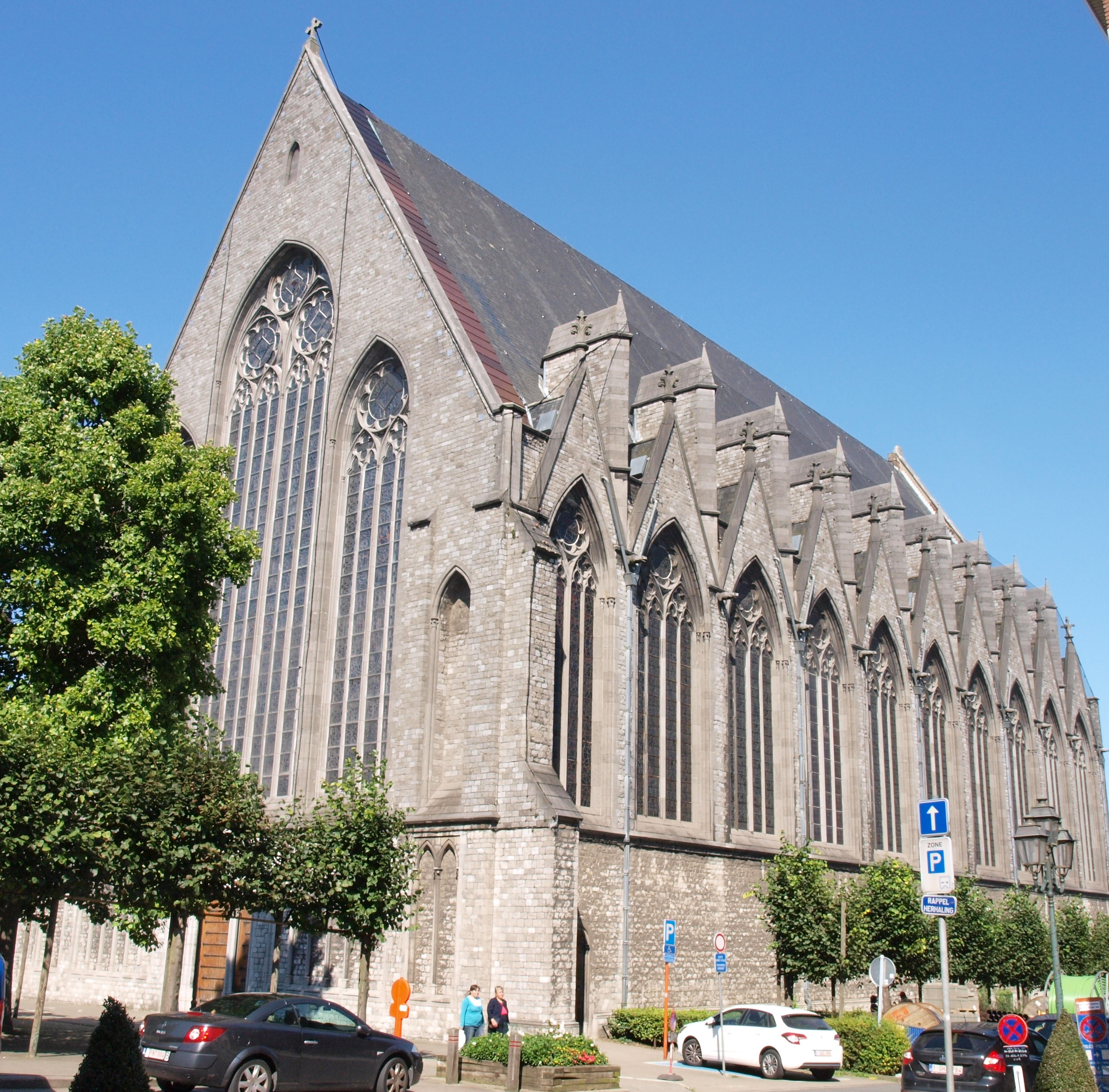
De Sint-Hendrikskerk (Woluwe), een replica van de afgebroken kloosterkerk

Het Pand is een voormalig dominicanenklooster in de Belgische stad Gent. Sinds 1963 is Het Pand in bezit van de Universiteit Gent, die in het gebouw een cultureel centrum en enkele wetenschappelijke musea heeft onderbracht. Het gehele gebouw is erkend als monument.

## Geschiedenis
Het gebouw stamt uit de dertiende eeuw. In 1201 werd in Onderbergen een hospitaal met de naam "Uten Hove Hospitaal" opgezet. In 1228 moest het vanwege een gebrek aan capaciteit echter verplaatst worden en werd het gebouw geschonken aan de 12 jaar eerder gestichte orde van de paters dominicanen.
Het voormalige hospitaalgebouw werd rond 1240 aan de zuidkant uitgebreid met een grote kerk. Dit bijzondere gebouw had enkel equivalenten in Zuid-Europa: de franciscanerkerken van Toulouse, Palma de Mallorca en Napels, en de dominicanerkerken van Gerona en Barcelona. Haar perfect rechthoekige grondplan, in tien traveeën, werd overspannen door een houten spitstongewelf van 29 meter hoog en 16 meter breed. Ondanks het feit dat het kerkgebouw 52 meter lang en 22,5 meter breed was, had het geen ondersteunende zuilen en kon de preekstoel vanuit elke plek in de kerk gezien worden. De steunberen bevonden zich aan de binnenzijde en werden hergebruikt om hoge, ondiepe zijkapellen te vormen. Deze elegante oplossing bestond al in Zuid-Europa, maar de Gentse kerk voegde daar haar monumentale gewelf en haar glasramen over bijna de hele hoogte aan toe. In 1908-11 werd ze gereconstrueerd in Sint-Lambrechts-Woluwe.
Tussen de kerk en het voormalige hospitaalgebouw werd, op de oever van de Leie, een nieuwe vleugel gebouwd. Deze natuurstenen vleugel, nu bekend als de Leievleugel, kon gebouwd worden door financiële steun van de hertogin van Bourgondië, Margaretha van York, die tevens de inrichting van een kloosterbibliotheek financierde. De collectie van de bibliotheek werd echter volledig verwoest tijdens de Beeldenstorm op 22 augustus 1566. Gentenaar Marcus van Vaernewijck noteerde in zijn dagboek: de aanvallers bedorven daer ontellicke boucken en achter in die Leije was uut die cellen zoo veel pampiers (dat uut die boucken gheschuert was) uutgheworpen, dat scheen dat zeer groote sneevlocken van boven af int water vielen.
Calvinisten verdreven de dominicanen in 1578 opnieuw uit Het Pand en zij richtten het gebouw in als calvinistische hogeschool. Ook werd het gebouw gebruikt als tempel. In 1584, na de inname van Gent door de hertog van Parma, kregen de dominicanen hun klooster terug.
Ten tijde van de Franse Revolutie werden de dominicanen echter opnieuw uit Het Pand gezet en werd het gebouw openbaar verkocht. Een aantal voormalige kloosterlingen wist het echter aan te kopen en betrok het gebouw opnieuw. Omdat de orden door het Franse revolutionaire bewind waren verboden bewoonden zij Het Pand nu niet als kloosterlingen maar als gewone individuen.
De snel kleiner wordende orde en de hoge onderhoudskosten zorgden er echter voor dat de paar overgebleven dominicanen Het Pand moesten verkopen. Na toestemming van Paus Leo XII werd het dan ook verkocht aan ene P.D. Velleman, die het complex inrichtte als huurkazerne waardoor er onder meer een meubelwinkel en een wijnopslag werden gevestigd. Ook werden een groot aantal kamers verhuurd aan artiesten en studenten. Cécile Cauterman had er haar atelier.
Het voormalige kloostercomplex begon echter in toenemende mate te vervallen. Een van de twee oorspronkelijke kerken werd gesloopt, waardoor nu alleen de Sint-Michielskerk resteert. Hoewel kort na de Tweede Wereldoorlog een deel van het gebouw als monument werd aangemerkt, en in 1956 het gehele complex als monument werd geklasseerd, raakte Het Pand steeds verder in verval en werd het ten slotte onbewoonbaar verklaard.
In 25 januari 1963 werd Het Pand verkocht aan de Gentse Universiteit, die het gebouw tussen 1971 en 1991 liet restaureren. Sinds 1991 is Het Pand het congres- en cultuurcentrum van de universiteit. Het wordt gebruikt voor vieringen, recepties, doctoraatsverdedigingen en internationale congressen.